# Weaverville (California)
Weaverville es un lugar designado por el censo ubicado en el condado de Trinity en el estado estadounidense de California. En el año 2000 tenía una población de 3,554 habitantes y una densidad poblacional de 38.8 personas por km².

## Geografía
Weaverville se encuentra ubicado en las coordenadas 40°44′12″N 122°56′10″O / 40.73667, -122.93611. Según la Oficina del Censo, la ciudad tiene un área total de 91,7 km² (35,4 mi²), de la cual 91,7 km² (35,4 mi²) es tierra y 0,2 km² (0,1 mi²) (0%) es agua.

## Demografía
Según la Oficina del Censo en 2000 los ingresos medios por hogar en la localidad eran de $30,319, y los ingresos medios por familia eran $37,813. Los hombres tenían unos ingresos medios de $34,091 frente a los $24,722 para las mujeres. La renta per cápita para la localidad era de $18,297. Alrededor del 16.3% de la población estaban por debajo del umbral de pobreza.